# Francis Vallès
Francis Vallès (Lozère, 11 december 1959) is een Franse tekenaar van strips.
Francis studeerde aan de School voor Schone Kunsten in Saint-Etienne en begon zijn carrière in 1983 met verhalen voor Triolo, een tijdschrift voor de jeugd uitgegeven door Fleurus. Zijn eerste gepubliceerde album, waarvoor hij zelf het scenario schreeft is Simon Francoeur van Magic Strip.
Hij illustreerde ook literaire aanpassingen (The Three Musketeers, The Great Meaulnes ...) in I read.